# (19570) Jessedouglas
(19570) Jessedouglas (1999 LH6) – planetoida z pasa głównego asteroid okrążająca Słońce w ciągu 3,72 lat w średniej odległości 2,4 j.a. Odkryta 13 czerwca 1999 roku.